# Chrysobothris romeroi
Chrysobothris romeroi es una especie de escarabajo del género Chrysobothris, familia Buprestidae. Fue descrita científicamente por Westcott en 2014.